# 三統理平
三統 理平（みむね の まさひら）は、平安時代前期の貴族・文人。姓は宿禰。中宮亮・三統真浄の曾孫で、三統弥継の子とする系図がある。官位は従四位下・式部大輔。

## 出自
三統氏（三統宿禰）は、もと日置氏（日置宿禰）を称したが承和11年（844年）に三統真浄ら一族が改姓した。その出自は明かでないが、出雲氏（出雲臣）の一族とする説や、高句麗系渡来人である伊利須使主の子孫とする系図がある。

## 経歴
文章得業生を経て、寛平3年（891年）文章博士・藤原春海を問者として対策を受験するもこの時は及第できず、愁状を提出して昌泰2年（899年）及第する。この間少内記を経て、寛平8年（896年）『日本三代実録』編纂のために少外記に遷ると、寛平10年（898年）大外記と文官を歴任する一方で、備中権掾と地方官も務めた。
昌泰4年（901年）に従五位下・越前介に叙任され地方官に転じるが、この際に国史編纂事業の任務を離れたと見られ、同年8月に『日本三代実録』が完成するがその序文に撰進者として名前を連ねることはなかった。その後、醍醐朝において『延喜式』『延喜格』などの編纂に携わる。延喜年間前半（906年～908年頃）に大内記兼周防権介の官職にあった。延喜10年（910年）に文章博士に任ぜられた。延長4年（926年）4月4日卒去。享年74。最終官位は式部大輔従四位下。

## 人物
紀長谷雄と共に大蔵善行門下の優れた文人であり、漢詩作品が『和漢朗詠集』『本朝文粋』『類聚句題抄』『雑言奉和』などに採録されている。
歌人でもあり、『日本紀竟宴和歌序』を作成したほか、和歌作品が『新古今和歌集』に2首入集している。家集『統理平集』があったとされるが、散逸して現存しない。

## 官歴
- 寛平3年（891年） 日付不詳：方略宣旨[4]
- 寛平7年（895年） 正月：渤海客存問使[10]
- 時期不詳：少内記。備中権掾[11]
- 寛平8年（896年） 正月26日：少外記[11]
- 寛平10年（898年） 正月29日：大外記[11]
- 昌泰4年（901年） 正月7日：従五位下[11]。2月19日：越前介[11]
- 延喜4年（905年） 2月1日：見大内記[12]
- 延喜5年（906年） 8月：見大内記兼周防権介[13]
- 延喜8年（909年） 8月14日：見大内記兼周防権介[14]
- 延喜10年（910年） 文章博士
- 時期不詳：従四位下。式部大輔[15]。
- 延長4年（926年） 4月4日：卒去[8]（式部大輔従四位下）

## 系譜
- 父：三統弥継[3]
- 母：不詳
- 生母不明の子女
  - 男子：三統公忠（?-949）
  - 男子：三統元夏[16]